# Filiberto Ricciardi
Filiberto Ricciardi (Messina, 25 aprile 1949) è un tenore italiano.

## Biografia
Filiberto Ricciardi ha iniziato la sua carriera artistica nell'ambito della musica leggera. Alla fine degli anni sessanta fondò con altri quattro amici i Gens, un gruppo pop divenuto famoso nel 1969 con la canzone In fondo al viale. Il loro più grande successo fu Per chi,  con cui nel 1972 scalarono le classifiche e vinsero il Cantagiro. Nel 1973 parteciparono a Un disco per l'estate con Cara amica mia e nel 1974 pubblicarono il loro LP Gens. In seguito Ricciardi fondò il gruppo gli Opera, con cui partecipò al Festival di Sanremo nel 1976 portando in finale il brano da lui stesso composto L'ho persa ancora. Il successo più ricordato degli Opera è Stelle su di noi dal Festivalbar 1977. Negli anni ottanta Filiberto Ricciardi dà una svolta alla sua vita artistica: entra al Conservatorio Giuseppe Verdi di Milano diplomandosi in oboe e consegue inoltre l'abilitazione all'insegnamento dell'Educazione Musicale. Dalla ricerca di una evoluzione vocale, dopo il necessario periodo di studio del canto lirico, nasce il Ricciardi tenore come sua definitiva carriera. Torna in sala d'incisione per realizzare diversi CD, tra cui Romanze di F. P. Tosti su liriche di G. D'Annunzio per la Ducale International, Alter Ego per la Fonit Cetra, Christus di Mendelssohn per la Paros e alcuni brani per la raccolta Melodie Indimenticabili dell'Istituto De Agostini. Per le sue esibizioni attraversa Italia, Europa, Russia, Stati Uniti e Giappone. Ha eseguito da solista il "Requiem" e la "Kronungsmesse" di W.A.Mozart, la "Petite Messe Solennelle" di G.Rossini, la "Misa Criolla" di A.Ramirez e "A Mass for Peace" di C.Jenkins. Ospite di numerose trasmissioni televisive nazionali, sia in Rai che in Mediaset ed internazionali come NHK ed Al Jazeera, è stato anche tenore primo come Artista del Coro ed Ispettore del Coro presso vari Teatri Italiani e Fondazioni Liriche. Ha partecipato ad innumerevoli produzioni operistiche e sinfoniche dirette da Maestri come C. Abbado, R.Chailly, R.Muti, M.L.Rostropovic, D.Oren, Z.Metha, G.Khun, E.Morricone e Registi come G.De Tomasi, P.L.Pizzi, F.Zeffirelli, M.Bellocchio. Attualmente fa parte dell'International Opera Choir di Roma.